# Sốt siêu vi
Sốt siêu vi là thuật ngữ chỉ chung những trường hợp sốt do nhiễm các loại siêu vi trùng (virus) khác nhau. Một số trường hợp sốt siêu vi có thể chẩn đoán rõ ràng nhờ đặc điểm dịch tễ và các biểu hiện của bệnh. Nhiều trường hợp khác không thể chẩn đoán nguyên nhân. Hầu hết các trường hợp sốt siêu vi có biểu hiện đau đầu, đau nhức mình mẩy và nổi ban. Loại bệnh này chỉ điều trị triệu chứng như hạ sốt, chống mất nước, nghỉ ngơi, cách ly tránh lây nhiễm để tránh bùng phát dịch bệnh. Phần lớn sốt siêu vi không nguy hiểm và có thể tự hết, tuy nhiên cũng có một số bệnh nhanh chóng đưa đến tử vong đặc biệt là đối với trẻ em.

## Biểu hiện
Các biểu hiện chung thường thấy ở bệnh nhân nhiễm siêu vi là sốt cao (từ 39-40 °C) kèm theo mệt mỏi, đau cơ, đau họng, chán ăn, đối với trẻ thì có quấy khóc. Ở trẻ nhỏ (dưới 5 tuổi), khi sốt cao không được hạ sốt kịp thời, trẻ dễ bị co giật. Đáng lưu ý là khi trẻ bị co giật nếu không được xử lý kịp thời có thể dẫn đến suy hô hấp, thiếu oxy não, làm suy giảm trí tuệ hay nặng hơn là để lại di chứng nặng nề về não. Một số biểu hiện cụ thể là:
- Sốt cao: Đây là biểu hiện thường gặp ở những trường hợp sốt do virut, thường từ 38-39 °C, thậm chí lên đến 40-41 °C.
- Sốt cao, người bệnh có cảm giác lạnh toàn thân, bàn chân lạnh, từ chân lên đến đầu nhiệt độ cao hơn bàn chân
- Đau đầu: Đây cũng là biểu hiện thường gặp, bệnh nhân thường có dấu hiện quay cuồng, nhức đầu dữ dội, trong đầu có cảm giác chao đảo, nguyên nhân do sốt nên tuần hoàn máu mạnh và mạch máu căng ra. Khi sờ vào hai huyệt thái dương của người bệnh đang đau đầu thì có thể cảm giác thái dương đập mạnh. Người đau đầu có xu hướng nhắm nghiền mắt và nằm co lại, li bì đi vì choáng váng. Lúc này trông người bệnh khuôn mặt như phù nề, mắt sưng húp. Đối với trẻ em, một số trường hợp trẻ có thể đau đầu nhưng vẫn tỉnh táo…Bệnh nhân có thể chảy mủ tai hoặc tai có nhầy và ngứa hơn lúc bình thường.
- Viêm đường hô hấp: Kèm theo sốt và đau đầu là các biểu hiện viêm đường hô hấp như viêm họng (họng bị sưng tấy, đỏ), rát họng, ho, chảy nước mũi, hắt hơi, sổ mũi.…
- Viêm kết mạc mắt: Kết mạc mắt có thể đỏ, có dử mắt, chảy nước mắt, mắt người bệnh lờ đờ.
- Nôn: Có thể trẻ nôn nhiều lần nhưng thường xuất hiện sau khi ăn, người lớn cũng có thể nôn mửa, chủ yếu là do viêm họng, kích thích chất nhầy.
- Phát ban: Thường xuất hiện 2-3 ngày sau khi sốt, những nốt đỏ li ti xuất hiện đầu tiên ở bàn tay, bàn chân, sau 1,2 ngày sẽ xuất hiện rõ rệt và nhiều hơn ở khắp người, khi xuất hiện ban thì sẽ đỡ sốt vì bệnh đã qua thời kỳ ủ bệnh và phát bệnh.
- Đau nhức mình mẩy: thường xảy ra ở trẻ em ở trẻ lớn thì đau cơ bắp, trẻ thường kêu đau khắp mình, trẻ nhỏ có thể quấy khóc. Người lớn cũng có thể có triệu chứng này
- Rối loạn tiêu hóa: Thường xuất hiện sớm nếu nguyên nhân gây sốt do virut đường tiêu hóa, cũng có thể xuất hiện muộn hơn vài ngày sau khi sốt với đặc điểm là đại tiện lỏng (tiêu chảy), không có máu, có chất nhày.
- Viêm hạch: Đặc biệt là các hạch vùng đầu, mặt, cổ thường sưng to, đau có thể nhìn hoặc sờ thấy.

Siêu vi có thể gây bệnh cảm cúm, sốt xuất huyết, viêm phổi, viêm não, tiêu chảy, viêm gan... Và mỗi loại siêu vi có áp lực với những cơ quan khác nhau trong cơ thể người nên có thể gây ra những bệnh khác nhau. Sốt là biểu hiện của một bệnh nào đó, có thể nặng nhẹ tùy theo nhiều yếu tố như loại vi rút, độc lực vi rút...

## Điều trị
Cơ chế của sốt siêu vi là có thể tự khỏi trong vòng 1- 2 tuần. Việc dùng thuốc chủ yếu là điều trị các triệu chứng do siêu vi gây ra như thông mũi, giảm ho, giảm đau đầu, đau cơ… Thuốc hạ sốt có thành phần acetaminophen được xem là thuốc hạ sốt phổ biến thường được dùng trong các trường hợp này. Đối với trẻ em, cần áp dụng các biện pháp:
- Nhanh chóng hạ sốt: Thường dùng paracetamol liều 10 mg/kg, 6 giờ/lần.
- Chườm mát: Lau mình trẻ bằng khăn ấm để giảm sốt, lau khô mồ hôi, để trẻ nằm nơi thoáng mát, mặc quần áo mỏng.
- Tắm mát: khi bị sốt cao có thể tắm mát, nước ấm hoặc nước lạnh, tắm nhanh, không tắm lâu, trong khi tắm không bật quạt hay điều hoà, việc tắm mát này giúp cơ thể được làm sạch, loại bỏ mồ hôi, giúp cơ thể giảm nhiệt nhanh, kết hợp uống nước chanh có pha thêm muối hột, rất tốt (pha ít muối để có chất điện giải, không pha mặn)
- Chống co giật: Nếu trẻ sốt cao trên 38,5 độ C thì nên dùng thuốc hạ sốt kèm theo thuốc chống co giật theo chỉ định của bác sĩ, đặc biệt là những trẻ có tiền sử co giật khi sốt cao.
- Bù nước và điện giải: Khi sốt cao có thể gây ra tình trạng mất nước, rốt loạn cân bằng điện giải trong cơ thể, nên dùng các thuốc có tác dụng bù lượng nước mất qua da và điện giải do sốt như oresol, cháo muối nấu loãng.
- Chống bội nhiễm: Vệ sinh sạch sẽ cho trẻ, nhỏ mắt, mũi bằng natriclorid 0,9%, tránh bội nhiễm vi khuẩn đường hô hấp.
- Dinh dưỡng: Cho trẻ ăn lỏng, dễ tiêu, giàu chất dinh dưỡng.
- Vệ sinh: Vệ sinh cơ thể cho trẻ sạch sẽ, tắm bằng nước ấm trong phòng kín.
- Phải đưa trẻ đến khám ngay tại trung tâm y tế hay cơ sở y tế khi có các dấu hiệu như trẻ sốt cao trên 38,5 độ C, đặc biệt là trên 39 độ C mà dùng thuốc hạ sốt không đáp ứng, lơ mơ, li bì, ngủ nhiều, xuất hiện co giật, đau đầu liên tục, tăng dần, buồn nôn, nôn khan nhiều lần, sốt kéo dài trên 5 ngày.